# Fatos Pilkati
Fatos Pilkati (ur. 15 marca 1951) – albański strzelec, olimpijczyk. 
Brał udział w Letnich Igrzyskach Olimpijskich 1972. Startował w jednej konkurencji, w której zajął 24. miejsce. 

## Wyniki olimpijskie
| Igrzyska | Konkurencja            | Wynik                           | Miejsce |
| -------- | ---------------------- | ------------------------------- | ------- |
| IO 1972  | Pistolet dowolny, 50 m | 546 punktów (93-92-92-93-87-89) | 24.     |